# S-100
 S-100 er en specialgruppe ved Københavns Politi med hjemsted på Station Bellahøj. Gruppen tager sig af hooliganisme, og har især fokus på hooligan-grupperne omkring FC København. 
Både Østjyllands Politi og Københavns Vestegns Politi har lignende grupper.